# 空 (hitomiの曲)
「空」（そら）は、日本の女性歌手、hitomiが1998年4月22日に発売した11枚目のシングルである。発売元は、avex trax。規格品番はAVDD-20243。本体価格は971円。

## 概要
- デビュー以来、「本人作詞、小室哲哉作曲」の作品が殆どだったhitomiにとって、本作は初めて作曲に挑戦した作品である。
- ポッカコーポレーション「レモンの雫」CMソング。髪型をショートカットにしたビジュアルも話題となった。

## 収録楽曲
作詞・作曲：hitomi / 編曲：久保こーじ
1. 空 [ORIGINAL MIX] (5:00)
2. 空 [JOSH'S POWDERED TOAST MIX] (5:17)
3. 空 [INSTRUMENTAL] (4:56)

## 収録アルバム
- h (#1)
- peace (#1)